# 下營北極殿玄天上帝廟
23°14′06″N 120°15′40″E / 23.2348743°N 120.2610195°E
下營北極殿玄天上帝廟，位於臺灣臺南市下營區，主神為玄天上帝，為下營區規模最大的廟宇，民眾俗稱為「大廟」、「下營上帝廟」、「上帝公廟」，是下營庄六姓共治廟宇，三百多年來香火不斷。

## 歷史沿革
- 據廟方所編沿革，該廟草創於永曆15年（1661年）由鄭成功部屬劉國軒、洪旭、潘庚鍾等人在下營屯墾時發起，奉祀玄天上帝、開天炎帝。原本僅為一茅草建築，位置約在今廟址西南1里處。該地俗稱「廟地區」。但據文獻資料顯示，1664年鄭經即位後始派劉國軒前往半線（今彰化）屯田。另洪旭於1661年一直留守金廈，並未到台；潘庚鍾更是在鄭成功北伐南京時已陣亡。按清代臺灣府志所載，明鄭時建立的真武廟有8座，未有該廟之記載。昭和八年（1933年）出版相良吉哉著《臺南州祠廟名鑑》則記載下營上帝廟創建於清康熙35年（1696年）。
- 清治時期：康熙24年（1685年），台廈道巡狩周昌主導遷建於現址。乾隆12年（1747年）8月，巡視台灣監察御史范咸蒞廟拈香，發起增建前殿及將後殿添高3尺，並恭塑玄天大上帝神像，鎮座大殿。授廟額為「北極殿」。嘉慶20年（1818年）2月，後殿坍塌，當時富紳沈懷（沈萬全）倡重修，再增高2尺5寸，並在廟前置石階，長1丈8尺。咸豐9年（1829年）稍作整修。光緒17年（1891年）8月，重新興建，再添高3尺，並於廟前面挖掘一泓泮月池（為現在的武承恩公園）。
- 日治時期：大正8年（1919年）八月，信眾鑒於廟勢低窪、裝飾剪黏亦損壞，又議重修再添高3尺6寸。歷史上的四次增高廟基皆是因急水溪不斷向南改道沖刷之故。
- 民國時期：民國40年（1951年）正月，重修屋頂。而後信眾感舊廟矮小狹隘，倡改建成現代化三層樓殿以謝神佑，於民國78年（1989年）八月竣工。民國92年於廟後再增建太歲殿。民國98年，購得下營地區的第一家公醫院「文貴醫院」產權，而後「文貴醫院」雖被縣政府指定為歷史建築，但仍於民國99年被廟方拆除改建成停車場。

### 現有資料可查建醮年份
- 第一次建醮：大正4年（1915年）農曆11月，七朝清醮
- 第二次建醮：大正10年（1921年）農曆11月，重修慶成清醮
- 第三次建醮：昭和4年（1929年），祈安清醮
- 第四次建醮：民國78年（1989年）農曆8月，重建慶成七朝清醮

### 祭祀圈
下營北極殿玄天上帝廟的祭祀圈以今日下營區中心的區域為主。包含下營里、仁里里、後街里、宅內里、營前里、新興里。

### 信仰圈
今日除下營六姓祭祀圈之外，信仰範圍涵蓋下營區茅港里、中營里、開化里、西連里、紅厝里、甲中里、大屯里、大埤里、賀建里和附近區域等地，及遍及國內、外各地。

## 奉祀神祇
- 一樓正殿供奉玄天上帝為主神，駕前護法為康元帥及趙元帥，另祀觀音佛祖、中壇元帥、開天炎帝、巡撫昭明王。龍邊為註生娘娘，虎邊為福德正神。
- 二樓觀音殿主祀三寶佛、觀音佛祖，駕前護法為韋陀及伽藍，陪祀文殊菩薩、普賢菩薩、十八羅漢。
- 三樓玉皇殿主祀玉皇上帝及三官大帝，陪祀南斗星君和北斗星君。
- 後殿為太歲殿供奉斗姆元君、關聖帝君、文昌帝君、六十甲子太歲星君。
- 鐘樓神農殿供奉開天炎帝、太陽星君。
- 鼓樓郡王殿主祀延平郡王及巡撫昭明王。

## 祭典

### 玄天上帝聖誕
每年農曆三月三日為玄天上帝聖誕日，從三月初一日至初五日是下營人慶祝玄天上帝聖誕的日期。至茅港尾邀請觀音祖廟觀音佛祖（茅港尾觀音寺）及天上聖母（茅港尾天后宮）一起看戲，各式藝陣、梨園管閣以酬神恩。後決議從民國七十八年開始改為每三年一科（農曆初四和初五），舉行遶境儀式，巡視各境和眾人丁平安，此傳統維持至今日。每年農曆三月上帝爺公聖誕期間，庄民吃潤餅（舉行香科之年並辦桌宴請親友）、攻砲城等，是下營地區最重要的祭典活動。三年一科的繞境，俗稱為「扛大轎」，特殊扛轎方式稱為「犁轎」。以入廟之際，各陣頭、神轎、鑼鼓等，無不卯足全勁表演，最具看頭，人稱「三月扛大轎」、「上帝公踅庄」、「上帝公出巡」。
相關藝陣
- 下營庄營前角七鶴陣：為下營三月扛大轎時，所出動的角頭藝閣。
- 下營庄沈姓八仙閣：為下營三月扛大轎時，所出動的角頭藝閣。
- 下營庄沈姓白蛇傳：為下營三月扛大轎時，所出動的角頭藝閣。
- 下營庄沈姓新編牛犁歌：為下營三月扛大轎時，所出動的角頭藝陣，目前已停擺。
- 下營庄姜林姓西遊記藝閣：為下營三月扛大轎時，所出動的角頭藝閣。
- 下營庄姜林姓紡車輪：為下營三月扛大轎時，所出動的角頭藝閣。
- 下營庄曾姓八美圖：為下營三月扛大轎時，所出動的角頭藝陣，目前已停擺。
- 下營庄曾姓布馬陣：為下營三月扛大轎時，所出動的角頭藝陣，目前已停擺。
- 下營庄曾姓樊梨花征西：為下營三月扛大轎時，所出動的角頭藝閣，目前已停擺。
- 下營庄洪姓高蹺陣：為下營三月扛大轎時，所出動的角頭藝陣，目前已停擺。
- 下營庄洪姓觀音收紅孩兒：為下營三月扛大轎時，所出動的角頭藝閣。
- 大屯寮鬥牛陣：為全台最早的鬥牛武陣，約有七、八十年歷史。老一輩村民說，華視開播時，在社區民俗技藝的節目中採訪介紹，轟動一時。由於顏色彩繪精緻、鮮豔，活動過程刺激熱鬧逼真，也曾被台南縣府讚許並商借過。
- 大埤濟中壇忠義堂八家將：於20餘年前成立，師承麻豆安業地藏庵。出陣的成員神職為刑具爺、小差、甘將軍、柳將軍、范將軍、謝將軍、春神、夏神、秋神、冬神，各掌器械，在神明駕前開路除魔。

## 相關俗諺
- 「三月人是瘋媽祖，下營人是瘋犁轎」
- 「第一富翁上帝公、第二富翁曾春風、第三富翁崎頭旺、第四富翁文貴王。」
- 「大上帝雲遊四海溜溜去、二上帝開路先鋒地理師、三上帝降妖伏魔流氓王、四上帝精通藥理是郎中、五上帝才高八斗狀元師、六上帝七上帝守角頭。」

## 典藏文物
- 古碑類

「下營北極玄天上帝廟沿革誌」，民國44年（1955），現藏於武承恩公園內。
- 匾額類

「北極聲靈」，咸豐10年（1860），本庄弟子沈德儀敬奉謝。
「高明配天」，咸豐10年（1860），本庄弟子董事仝立
「普惠濟迷」，昭和2年（1927），十六甲駐在員上園丸二敬立。
「帝德參天」，昭和4年（1929），蟻子姜林唇、姜林本、姜林舜、姜林呼、姜林世仝謝。
「玄樞運天」，昭和4年（1929），臺南北極殿中和境立。
- 器物類

「下營北極殿古香爐」，康熙24年（1685）。
「下營北極殿木刻籤詩板」，疑是乾隆年間。
「玄天四上帝頭旗」，明治43年（1910）。
「玄天三上帝涼傘」，大正2年（1913）。
「茄苳入石榴老神案」，大正15年（1926）。
「舊廟龍柱」，大正9年（1920），姜林塗、楊姜力喜捐，現藏於武承恩公園內。
「舊廟古鐘」，昭和2年（1927），信士曾仲敬謝，私人收藏。
- 字畫類

「敬天畏地」，書法大師朱玖瑩墨寶，三樓玉皇殿。
「彩繪」，彩繪大師潘岳雄，一樓大殿。
「忠、孝、節、義」四壁畫，壁畫大師王寶樹，一樓大殿。
「壁堵」，彩繪大師李漢卿，1988。
另外藏有許多在舊廟拆除時，保存下來的舊廟剪粘、交趾陶、泥塑、木雕等文物。

## 管理組織
下營北極殿玄天上帝廟的管理組織為「下營北極殿玄天上帝廟管理委員會」，是下營地區最大的民間團體之一，地方上許多重要決策都和它有關。由六姓（姜林、陳、曾、沈、洪及什姓）代表推選委員，而委員也受六姓代表所監督，是個由上而下且由下而上的雙向管理機構，使得下營形成一個獨特以「上帝公」為首的六姓共治非血緣社會型態。估計至少有200年以上歷史的共治社會。目前發現最早的現存文件資料為清道光22年（1842年）的《番仔橋埤水鬮份書》，當時名稱為「武承恩」公號。日明治35年（1902年）改「六姓共同事務所」名下土地達160餘甲。日大正12年（1923年）簽有《共業地武承恩契約書》。民國39年（1950年）改為董事會制，名「下營武承恩六姓財產管理委員會」，土地約百餘甲。民國69年（1980年）起每姓推選代表出任管理委員會之委員，土地80餘甲，並更名為「下營北極殿玄天上帝廟管理委員會」至今。

## 外部連結
- 官方网站 （页面存档备份，存于）
- 下營北極殿玄天上帝廟的Facebook專頁